# NGC 7476
NGC 7476 је спирална галаксија у сазвежђу Ждрал која се налази на NGC листи објеката дубоког неба.
Деклинација објекта је - 43° 5' 53" а ректасцензија 23h 5m 12,0s. Привидна величина (магнитуда) објекта NGC 7476 износи 12,8 а фотографска магнитуда 13,6. NGC 7476 је још познат и под ознакама ESO 290-45, MCG -7-47-15, IRAS 23023-4322, PGC 70427.